# Khí hậu Titan

Biểu đồ miêu tả chi tiết nhiệt độ, áp suất và các khía cạnh khác của khí hậu Titan. Sương khí quyển đã làm giảm nhiệt độ ở những tầng khí quyển bên dưới, trong khi khí mêtan thì làm tăng nhiệt độ bề mặt. Núi lửa băng phun trào methane vào khí quyển, thứ sau đó đã rơi xuống trở lại mặt đất, hình thành nên hồ.

Khí hậu Titan, vệ tinh tự nhiên lớn nhất của Sao Thổ, thì tương đồng về nhiều mặt với của Trái Đất, dù cho có nhiệt độ bề mặt thấp hơn rất nhiều. Bầu khí quyển dày, mưa mêtan, và các hoạt động núi lửa băng của nó tạo nên một thứ tương tự, dù với vật chất khác, với những biến đổi khí hậu mà Trái Đất đã trải qua trong những năm ngắn hơn nhiều của nó.

## Nhiệt độ
Titan nhận được chỉ khoảng 1% lượng ánh sáng mặt trời mà Trái Đất nhận được. Nhiệt độ bề mặt trung bình là vào khoảng 98.29 K (−179 °C, hoặc −290 °F). Ở nhiệt độ này thì nước băng có áp lực bốc hơi cực kỳ thấp, vậy nên bầu khí quyển thì gần như không có hơi nước. Tuy nhiên, khí mêtan trong khí quyển đã tạo ra một hiện tượng hiệu ứng nhà kính đáng kể thứ đã giữ bề mặt Titan ở một nhiệt độ cao hơn nhiều so với thứ đáng lẽ ra sẽ là cân bằng nhiệt.
Sương trong bầu khí quyển của Titan góp phần vào hiện tượng phản hiệu ứng nhà kính bằng cách phản chiếu ánh sáng mặt trời ngược trở lại vào không gian, khiến bề mặt của nó lạnh hơn một cách đáng kể so với các tầng khí quyển bên trên. Điều này đã đền bù một phần cho hiệu ứng nhà kính, và giữ bề mặt có đôi chút lạnh hơn so với những gì đáng lẽ ra một mình hiệu ứng nhà kính sẽ gây ra. Theo như McKay và đồng nghiệp, "phản hiệu ứng nhà kính trên Titan đã làm giảm 9 K nhiệt độ bề mặt trong khi đó hiệu ứng nhà kính đã làm tăng 21 K. Hiệu ứng toàn phần sẽ là nhiệt độ bề mặt (94 K) thì ấm hơn 12 K so với nhiệt độ thực tế 82 K. [tức là, sự cân bằng sẽ đạt được mà không có bất kỳ khí quyển nào]".